# Travis Diener
Travis Lyle Diener (*  1. März 1982 in Fond du Lac, Wisconsin) ist ein US-amerikanischer Basketballspieler. Nach dem Studium in seinem Heimatland wurde Diener im NBA-Draft 2005 von den Orlando Magic ausgewählt und spielte fünf Jahre für verschiedene Klubs in der am höchsten dotierten Profiliga NBA. Anschließend war er noch vier Jahre für Banco di Sardegna Sassari in der italienischen Lega Basket Serie A aktiv. 2014 gewann er mit dieser Mannschaft, in der er zusammen mit seinem Cousin Drake Diener spielte, den italienischen Pokalwettbewerb, nachdem er 2013 nach Heirat die italienische Staatsbürgerschaft erworben und als Nationalspieler seiner Wahlheimat an der Basketball-Europameisterschaft 2013 teilgenommen hatte. Am Saisonende 2014 unterbrach er seine aktive Karriere und wurde Trainerassistent an der Marquette University, wo er selbst studiert und gespielt hatte. In der Spielzeit 2017/18 kehrte er nach drei Jahren Pause nach Italien zurück und unterzeichnete einen Vertrag bei Vanoli Cremona.

## Karriere
Diener ging zum Studium an die Marquette University, wo er für die Hochschulmannschaft Golden Eagles in Milwaukee von 2001 bis 2005 damals in der Conference USA (C-USA) der NCAA spielte. Während sein drei Monate älterer Cousin Drake Diener zeitgleich bei den Blue Demons der DePaul University in der gleichen Conference spielte, spielte Travis zusammen mit unter anderem dem späteren NBA All-Star und Olympiasieger Dwyane Wade.
Im ersten Jahr erreichte man das Finalspiel des Meisterschaftsturniers der C-USA, das jedoch gegen die Bearcats der University of Cincinnati verloren ging. Nach der Erstrundenniederlage im landesweiten NCAA-Endrundenturnier 2002 erreichte man ein Jahr später 2003 das prestigeträchtige Final-Four-Turnier der NCAA, in dem man jedoch im Halbfinale den Jayhawks der University of Kansas deutlich unterlag. Nachdem sich Wade nach zwei Spielzeiten in der NCAA als „Player of the Year“ der C-USA zum Entry Draft angemeldet hatte, verpasste Diener mit den Golden Eagles in den folgenden beiden Jahren weitere Erfolge in der C-USA und Teilnahmen an der NCAA-Endrunde. Im National Invitation Tournament 2004 erreichte man die dritte Runde, wo man im Viertelfinale den Cyclones der Iowa State University unterlag. Diener zählt mit knapp 1.700 erzielten Punkten in 120 Partien zu den zehn besten „All-Time Leading Scorers“ der Golden Eagles.
Trotz der beiden eher ernüchternden letzten beiden Spielzeiten in der NCAA wurde Diener im NBA-Draft 2005 in der zweiten Runde an 38. Position von den Orlando Magic ausgewählt. Als Rookie in der NBA 2005/06 wurde Diener in gut einem Viertel der Saisonspiele für gut zehn Minuten pro Spiel eingesetzt, als die Magic zum dritten Mal in Folge die Play-offs verpassten. Ein Jahr später erreichte man erstmals wieder die Play-offs, in denen man in der ersten Runde gegen die Detroit Pistons in vier Spielen ohne Sieg ausschied. Diener stagnierte jedoch in seiner Einsatzzeit, wurde nur in drei Spielen mehr als in der Vorsaison eingesetzt und in den Play-offs gar nicht mehr.
Nach zwei Jahren endete sein Vertrag und er wurde in der Sommerpause von den Indiana Pacers unter Vertrag genommen. Bei den Pacers wurden er in der NBA 2007/08 nach Verletzung von Jamaal Tinsley in mehr als drei Vierteln der Saisonspielen und in ein Viertel der Spiele 21-mal als „Starter“ durchschnittlich mehr als 20 Minuten pro Spiel eingesetzt. Die Pacers verpassten jedoch mit 36 Saisonsiegen in 82 Spielen die Play-offs um einen Sieg. In der folgenden Saison hatte Diener deutlich mehr Konkurrenz auf seiner Spielposition bei den Pacers und seine Einsatzzeiten reduzierten sich auf gut 13 Minuten pro Spiel in 55 Saisoneinsätzen. Die Pacers verpassten erneut die Play-offs wie auch in der folgenden Saison NBA 2009/10, in der Diener nach nur vier Einsätzen Anfang März 2010 aus seinem Vertrag entlassen wurde.
Zwei Tage später bereits wurde er von den Portland Trail Blazers unter Vertrag genommen, die ihn in fünf Spielen gut fünf Minuten pro Spiel einsetzten. Bei den Trail Blazers hatte er jedoch am Saisonende seine ersten beiden Einsätze in Play-off-Spielen, als die Blazers in der ersten Runde gegen die Phoenix Suns ausschieden.
Nach dem Saisonende 2010 bekam Diener keinen neuen Vertrag mehr in der NBA und er ging nach Italien zum Erstliga-Aufsteiger Banco di Sardegna aus Sassari auf Sardinien. Die Mannschaft erreichte auf dem sechsten Platz der regulären Saison auf Anhieb den Einzug in die Play-offs um die Meisterschaft, in denen man in der ersten Runde gegen Armani Jeans Mailand ausschied. In der folgenden Saison wechselte Travis Cousin Drake, der bereits seit 2006 in Italien spielte, zu Sassari und gemeinsam verbesserte man sich auf den vierten Platz der regulären Saison. In der Play-off-Halbfinalserie verlor man glatt in drei Spielen gegen Serienmeister Montepaschi Siena. Trotzdem war der Verein erstmals für einen europäischen Vereinswettbewerb qualifiziert, bei dem man im Eurocup 2012/13 jedoch bereits nach der Vorrunde ausschied. In der Meisterschaft erreichte man den zweiten Platz nach der regulären Saison, doch in der ersten Play-off-Runde verlor man nach zwei Siegen vier der folgenden fünf Spiele gegen Lenovo Cantù.
Nachdem Diener Ende Mai 2013 nach Heirat mit einer Italienerin die italienische Staatsbürgerschaft erhalten hatte, nahm er mit der italienischen Nationalmannschaft an der EM-Endrunde 2013 teil, bei der man nach fünf Vorrundensiegen und einem Zwischenrundensieg über Titelverteidiger Spanien im Viertelfinale mit vier Punkten Unterschied Litauen unterlag und aus der Medaillenvergabe ausschied. Nach zwei weiteren Niederlagen in Platzierungsspielen belegte man den achten Platz. In der Saison 2013/14 gewann Sassari im Finale gegen Titelverteidiger Montepaschi den italienischen Pokalwettbewerb 2014, bei dem Travis Diener als MVP des Finalturniers ausgezeichnet wurde. Anschließend bezwang man im Entscheidungsspiel der zweiten Gruppenphase des Eurocup 2013/14 den deutschen Meister Brose Baskets. Doch in den K.-o.-Spielen des Achtelfinales verlor man in zwei Spielen gegen den deutschen Pokalsieger Alba Berlin. Nach dem vierten Platz der regulären Saison schied Sassari in der Play-off-Halbfinalserie gegen EA7 Armani Mailand aus.
Obwohl Travis Diener erst ein Jahr zuvor Italiener geworden war, beendete er am Saisonende seine aktive Karriere, um zur folgenden Saison in seiner US-amerikanischen Heimat einen Posten im Trainerstab der Golden Eagles in der NCAA anzunehmen.
Nach drei Jahren Pause kehrte er zur Saison 2017/18 nach Italien zurück und unterschrieb dort einen Vertrag bei Vanoli Cremona. 2019 führte er als Kapitän Cremona zum ersten italienischen Pokalsieg in der Vereinsgeschichte.